# Första divisionen (film)
Första divisionen är en svensk dramafilm från 1941 i regi av Hasse Ekman. I huvudrollerna ses Lars Hanson, Gunnar Sjöberg, Stig Järrel, Hasse Ekman och Irma Christenson.

## Handling
Efter en tids sjukhusvistelse orsakad av ett flyghaveri återvänder den unge fänriken Bråde (Hasse Ekman) till sin gamla division. I divisionen finns även den opålitlige löjtnant Billman (Kotti Chave) och den skicklige lustigkurren löjtnant Rutger Sperling (Stig Järrel). Under en bombfällningsövning får Bråde en bomb i propellern och tvingas således hoppa med fallskärm över målområdet. Detta observeras inte av alla piloter, som fortsätter att fälla bomber.

## Om filmen
Under andra världskriget ville det svenska flygvapnet visa att beredskapen var god och med filmen försökte man stärka nationens patriotism. Första divisionen handlar om en B 5-division och spelades delvis in på flygflottiljerna Jämtlands flygflottilj (F 4) och Västgöta flygflottilj (F 6). 
Filmen fick ett gott mottagande vid premiären den 23 september 1941 på biografen Royal i Stockholm.
Första divisionen har visats i SVT, bland annat 1997, 2001, 2012, 2015, 2020, 2022 och i september 2024.

## Rollista i urval
- Lars Hanson – överste Magnus Ståhlberg, chef för Kungl. Nerikes flygflottilj
- Gunnar Sjöberg – kapten Krister Hansson, divisionschef
- Stig Järrel – löjtnant Rutger Sperling
- Hasse Ekman – fänrik Gunnar Bråde
- Emil Fjellström – fanjunkare Persson
- Ragnar Falck – sergeant Bertil "Jocke" Johansson, signalist
- Carl Reinholdz – furir "Storken" Karlsson
- Irma Christenson – Mona Falkstedt, Kristers fästmö
- Britta Brunius – Greta Johansson, Jockes fru
- Linnéa Hillberg – fru Bråde, Gunnars mor
- Hugo Björne – docent Åkerman, ögonspecialist
- Kotti Chave – löjtnant Billman, kallad Bill
- Bror Bügler – kapten Fallenius, flottiljläkare
- Bengt Järrel – Billmans signalist
- Sif Ruud – sköterskan i Sperlings sjukrum

## Musik i filmen
- "Att flyga är att leva", kompositör: Lars-Erik Larsson, text: Hasse Ekman, sång: manskör
- "Rollasången" ("Vi rulla, vi rulla"), sång: manskör
- "Kavaljersvisa från Värmland" ("Det gör detsamma vart du kommer när du dör"), text: Sten Selander, sång: Gunnar Sjöberg

## DVD
Filmen gavs ut på DVD 2004 och 2005 (båda Atlantic Film) samt i en restaurerad utgåva 2012 (Studio S Entertainment).